# Moller Skycar M400
Moller Skycar je prototyp osobního letadla – létajícího automobilu se schopností VTOL. Jeho vynálezce Paul Moller jej nazývá „Volantor.“ Pohon zajišťují čtyři motory. Podobné dopravní prostředky se pokoušel vyvíjet po čtyřicet let.

## Popis
Skycar je momentálně ve vývoji. Je zamýšlena verze pro čtyři, ale i jednoho či šest lidí. Je prezentován jako automobil, protože je zamýšleno jeho využití v běžné dopravě, a to kýmkoliv, kdo umí řídit. Předpokládá se, že ve verzi pro širokou veřejnost by řidič kontroloval pouze směr a rychlost, nicméně znalost pilotáže a trénink bude nutný.
Později vývojáři uvedli, že za použití osmi levných Wankelových motorů by mohla v porovnání s použitím reaktivních motorů klesnout cena Skycaru eventuálně na cenu luxusního auta (100 000 $). Očekává se, že galon pohonných hmot spotřebuje za 20 mil letu, tedy podobně jako velké auto, ale je to pokládáno za nereálné. Vývojáři uvádí, že provoz vyprodukuje při vzletu stejné množství hluku jako nedaleká dálnice a že se tak bude dít jen po dobu pár sekund, protože vystoupá rychle.
Skycar již demonstroval v roce 2003 limitovaný let za uvázání na jeřábu. Další plánované zkušební lety, které se měly odehrát v polovině roku 2006, byly ale zrušeny. O rok později Moller vylepšil motory a upgradovaný prototyp se nyní nazývá „M400X.“ Vzhledem k článku v médiích z roku 2008 se předpokládá, že vzlétne v roce 2012.
Firma také vyvíjí mnohem rozvinutější model nazvaný M600 s kapacitou šesti cestujících nebo 900 kg užitečného zatížení.

### Řízení
Skycar se nepilotuje jako tradiční letadlo s nepohyblivou nosnou plochou a má jen dva ruční ovládací prvky, které pilot používá k určování směru letu. Motory se natáčejí při vzletu vzhůru, čímž umožňují kolmý start. Poté se otočí do normální polohy umožňující dopředný let.

## Specifikace
Údaje pro M400X Skycar

### Všeobecné charakteristiky
- Kapacita: 4 osoby
- Délka: 5,9 m
- Rozpětí křídel: 2,6 m
- Výška: 2,3 m
- Prázdná hmotnost:[pozn. 1] 1 088 kg
- Užitečné zatížení: 340 kg
- Pohon: 4× 'Rotapower' wankelovy motory s dmychadly, 180 hp (134 kW) každý

### Výkony
- Maximální rychlost: 531 km/h ve výšce 7 620 m
- Cestovní rychlost: 491 km/h ve výšce 7 620 m
- Dostup: 10 973 m
- Stoupavost: 1 463 m / min

### Avionika
- Počítačem řízené systémy